# Tour de Flandes 1974
El Tour de Flandes 1974, la 58.ª edición de esta clásica ciclista belga. Se disputó el 31 de marzo de 1974.
El neerlandés Cees Bal ganó en solitario con 19" sobre el grupo perseguidor. El belga Frans Verbeeck fue segundo y la tercera plaza quedó desierta al ser posteriormente descalificado Walter Godefroot por dopaje.

## Clasificación General
| Posición | Ciclista          | Equipo                         | Tiempo     |
| -------- | ----------------- | ------------------------------ | ---------- |
| 1        | Cees Bal          | Gan-Mercier-Hutchinson         | 6h 10' 00" |
| 2        | Frans Verbeeck    | Watney-Maes                    | + 19"      |
| 3        | Walter Godefroot  | Carpenter-Confortluxe-Flandria | DQ         |
| 4        | Eddy Merckx       | Molteni                        | m. t.      |
| 5        | Eric Leman        | M.i.c-De Gribaldy-Ludo         | m. t.      |
| 6        | Marc Demeyer      | Carpenter-Confortluxe-Flandria | m. t.      |
| 7        | Gerben Karstens   | Bic                            | m. t.      |
| 8        | Rik van Linden    | Ijsboerke-Colner               | m. t.      |
| 9        | Patrick Sercu     | Brooklyn                       | m. t.      |
| 10       | Wilfried Wesemael | M.i.c-De Gribaldy-Ludo         | m. t.      |